# Oncholaimoides rugosus
Oncholaimoides rugosus is een rondwormensoort uit de familie van de Oncholaimidae.